# Амелія Адамо
Амелія Анна Валерія Адамо (* 24 лютого 1947, Рим, Італія) — шведська редакторка та журналістка, громадська діячка.

## Біографія
Її мати Ельда народилася у Муці в 1923 році. Її батько виховувався у будинку, де мати працювала. Амелія з мамою приїхала до Швеції в 1947 році, коли їй було дев'ять місяців. Поки їй не виповнилося 6 років, вона постійно була з матір'ю, яка працювала покоївкою у Швеції.
6 лютого 1954 року мати одружилася з фабричним робітником Оскаром Адамо (1926—2005) і Амелія отримала прізвище вітчима. Після одруження матері Амелія 4 роки навчалася в монастирській школі у Накці.
У 1974 році вона здобула ступінь бакалавра мистецтв. А у 1975 році почала працювати репортеркою у шведському Жіночому журналі. У 1979 році перейшла репортеркою до часопису «Господиня будинку» (швед. Husmodern). З 1981 по 1983 роки працювала на посаді випускаючох редакторки VeckoRevyn. Наступні сім років (1984—1991) виконувала функції менеджерки в газеті Aftonbladet. А у 1991 році очолила цей часопис, що мав серйозні проблеми. Але за три роки Адамо знову зробила газету провідною. У 1994 році вона була менеджеркою Ungförlaget.
Відомою у Швеції вона стала після появи у 1995 році журналу «Амелія», що належить Бонні. У тому ж році вона стала публічною директоркою та заступницею виконавчого директора «Bonniers Weekly». У 2002 році була призначена на посаду професора JMG в Гетеборзі.
Також заснувала журнал Тара 2000, а у 2006 році створила часопис М-магазин, 2006 р., 50+журнал. Адамо також з'явилася в альманасі «Для всіх матерів: 16 відомих жінок пишуть про матусь» (швед. Till alla mammor : 16 kända kvinnor skriver om mammarollen), що побачив світ у 1997 році та книзі «Секс, сестринство та деякі люди пізніше» (швед. «Sex, systerskap och några män senare»), яка побачила світ у 2010 році.
Амелія Адамо часто бере участь у публічних дебатах, де любить займати позиції з різних питань. Називає 1980-ті лінивими і розпещеними, називаючи дітей «…корисливими, самоцентровими та самоцентровими…».
Була амбасадоркою Години Землі. У тому ж дусі заснувала у 2006 році так звану Mappie-galan, де нагороджуються «Зрілі привабливі піонери» («Mogna Attraktiva Pionjärer»).
У 1982 році одружилася з Ларсом С. Г. Еріксоном (1930—1985), народила двох дітей. Втім, з 1985 року жила з Торб'єром Ларссоном. А 2015 року зустрілася з перукарцем Лусіо Бенвенуто.

## Нагороди
Адамо нагороджена численними престижними нагородами:
- 2007 рік — Золота нагорода Стокгольмської міської ради.

- звання «Менеджер року» 1997,
- Велика премія журналістів (Stora Journalistpriset) 1986 і 2003 рр.,
- премія Riksorganisation Award асоціації раку молочної залози 2004 р.,
- Премія у журналістиці від інституту JMG, Гьотеборг протягом 2002—2003 років.
- номінована у 1988 році на приз «Письменник року» від Товариства науки і народної освіти з мотивацією «для некритичної журналістики в неділю та Законах про здоров'я» Афтонбладета.

### Друковані джерела
- Амелія Адамо — шість рецептів успіху, 2000.
- Хто це 1997
- Амелія (журнал)
- Журнал М
- Хто є хто: біографічний довідник, 1999, ЕЦП. Елізабет Gafvelin, P. A. Norstedt & сини, Видавці, Стокгольм 1998 ISBN 91-1-300536-7 номер ISSN 0347-3341. 26

### Вебджерела
- Менеджер журнал — статті про adamo
- Я [Архівовано 17 листопада 2010 у Wayback Machine.]
- Журналіст[недоступне посилання з лютого 2019]
- Я [Архівовано 25 квітня 2009 у Wayback Machine.]
- ПФД
- Експресивний
- М [Архівовано 12 грудня 2010 у Wayback Machine.]